# 丸新本家
丸新本家株式会社（まるしんほんけ）は、和歌山県有田郡湯浅町湯浅にある金山寺味噌、製造販売会社。湯浅醤油有限会社のグループ会社で生米麹や塩麹、味噌などの製造販売も行う。

## 沿革
- 明治14年（1881年）新古スミにより創業された。